# Бранислав Ивковић
Бранислав Бане Ивковић (Бијељина, 7. август 1952) бивши је српски политичар и професор на Грађевинском факултету у Београду.

## Биографија и научни рад
Бранислав Ивковић је рођен 7. августа 1952. године у Бијељини, где је завршио гимназију.
На Грађевинском факултету у Београду је дипломирао 1979, магистрирао 1983. и докторирао 1988. са тезом „Оптимизација поузданости производних система у грађевинарству“. Био је стипендиста на „Imperial College in London“, 1985. и 1989.
Радио је две године као инжењер у ГП „Напред“, а затим је прешао на Грађевински факултет, где је био асистент, доцент, ванредни и потом редовни професор шеф одсека за менаџмент и управљање у грађевинарству. Два пута је биран за продекана овог факултета.
Аутор је више уџбеника, а објавио је укупно 55 научноистраживачких радова, од којих је 12 публиковано у иностранству.
Говори енглески, служи се немачким и руским језиком.

## Политичка каријера
Бранислав Ивковић је био члан Социјалистичке партије Србије (СПС) од 1992. године. У СПС је био председник Београдског одбора СПС-а, члан Извршног и Главног одбора. Био је посланик је у Већу грађана Савезне скупштине СР Југославије.
Два пута је био министар у Влади Србије:
1. од 18. марта 1994. министар за урбанизам, и
2. од 23. марта 1998. министар за науку и технологију.

Обе Владе је предводио премијер Мирко Марјановић.
У име СПС преговарао је са новим властима током догађаја који су претходили хапшењу бившег председника СРЈ Слободана Милошевића 1. априла 2001.
Са свих функција у СПС-у је смењен пре истека мандата, због сукоба са појединим истакнутим функционерима у партији. Ивковић је поново, упркос противљењу Милошевића, у августу 2001. изабран на новоустановљену функцију странке - Секретара Извршног одбора ГО СПС. Из странке је дефинитивно искључен 14. априла 2002. након све дубљих подела у партији. Након тога је неуспешно покушао да региструје себе као представника СПСа.
Био је кандидат за председника Србије на председничким изборима 2002. године (Група грађана - Социјалисти за повратак бази) и освојио је око 40.000 гласова (1,1%). У октобру 2002. основао је Социјалистичку народну странку и постао њен председник. Био је њен кандидат на
председничким изборима у Србији 2004. године. Освојио је око 17.000 гласова (0,6%).

## Приватно
Дуго година је био ожењен Босиљком са којом има четворо деце: три ћерке Ивану, Милану и Драгану и сина Луку.
По други пут се оженио 2005. године ТВ новинарком Биљаном Поповић (БК Телевизија) и са њом има ћерку Јовану.